# 빌러리카이 타운 FC
현재 잉글랜드 7부리그 팀이다.
공식 팀 명칭은 BILLERICAY TOWN FC이다.
빌러리카이는 16-17시즌에도 잉글랜드 축구 국가대표팀 출신이자 토트넘 홋스퍼, 리버풀 FC, 레스터 시티 등에서 뛰었던 폴 콘체스키와, 토트넘 출신 미드필더 제이미 오하라를 영입한바 있다.
2007년 리버풀 소속으로 챔피언스리그 결승전에 뛰었던 페넌트는 10년만인 2017년에 세계 최정상급 팀에서 7부리그 팀으로 이적하게 됐다. 주급은 약 4400만원 추정.

## 선수 명단

### 현역
참고: FIFA 자격 규정에 따라 소속된 국가대표팀 국기를 표시합니다. 선수는 복수의 FIFA 비회원국 국적을 가지고 있을 수 있습니다.
| 번호 | 포지션 | 국적   | 이름    |
| ---- | ------ | ------ | ------- |
| 6    | DF     | 웨일스 | 톰 벤더 |

| 번호 | 포지션 | 국적 | 이름 |
| ---- | ------ | ---- | ---- |